# Pristimantis alalocophus
Pristimantis alalocophus là một loài động vật lưỡng cư trong họ Strabomantidae, thuộc bộ Anura. Loài này được Roa-Trujillo & Ruiz-Carranza mô tả khoa học đầu tiên năm 1991. Chúng là loài đặc hữu của Colombia. Môi trường sống tự nhiên của nó là các khu rừng vùng núi ẩm nhiệt đới hoặc cận nhiệt đới và sông.